# Salix eleagnos
Salix eleagnos, el sauce gris, también conocido como sarga, es un árbol de fronda de hasta 20 m de alto, o arbusto alto, de la familia de las salicáceas.

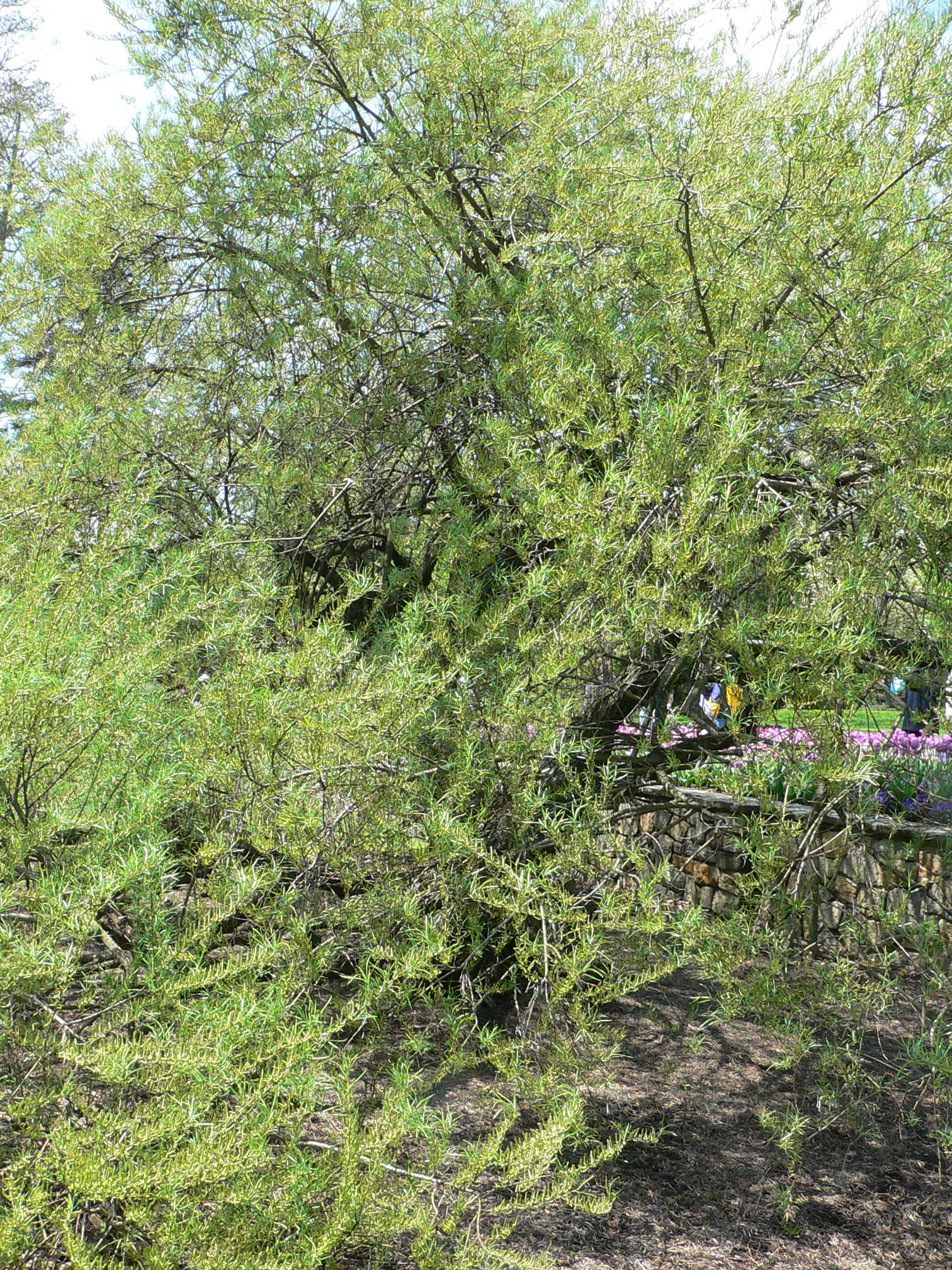
Vista de la planta

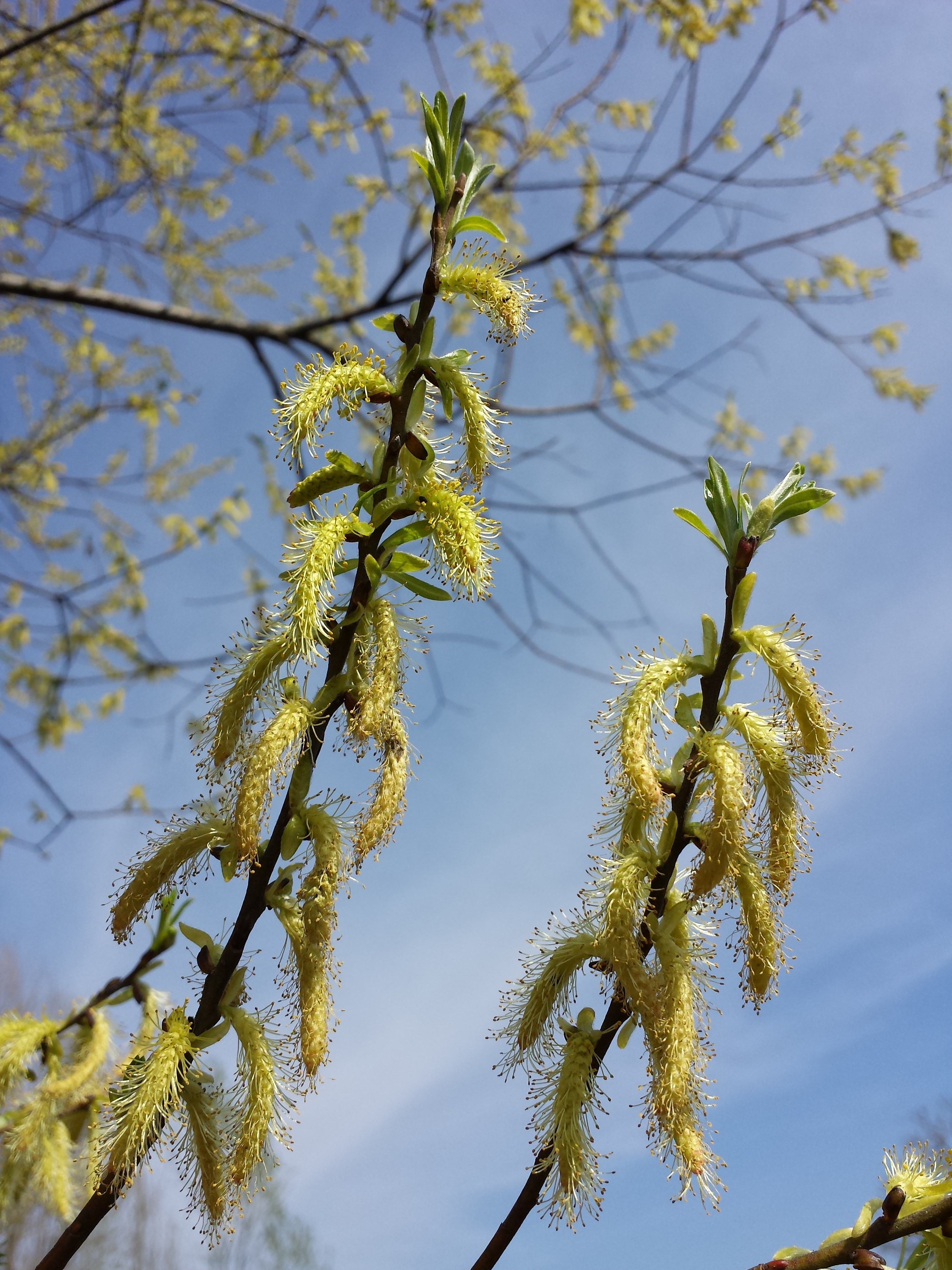
Inflorescencias

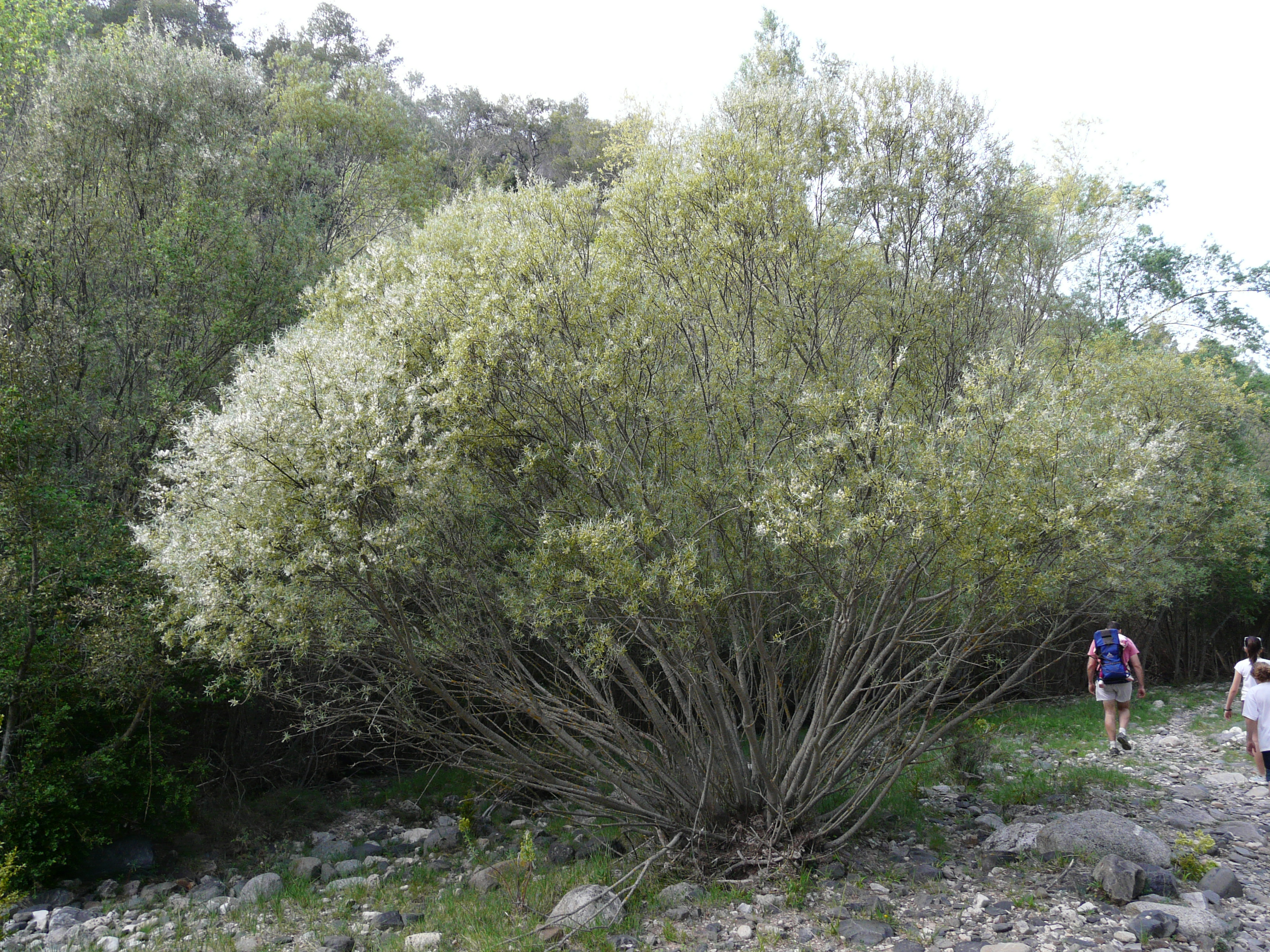
Vista de la planta

## Descripción
Arbusto que alcanza los 6 metros de altura, de numerosos pies principales, que puede llegar a árbol de hasta 10 m. Ramas largas y flexibles, finas, de corteza pardo-grisácea, pardo-amarillenta o rojo-oscura, resquebrajada con el paso del tiempo. Las ramillas nacen cubiertas de pelos. Hojas muy estrechas y alargadas, de hasta 16 cm de largo por unos 6 mm de ancho; enteras o ligeramente dentadas en la mitad superior. Haz verde oscuro, galbro y envés blanco o ceniciento, cubierto de fieltro, con el nervio prominente y el pecíolo corto. Suelen tener el margen ligeramente enrollado hacia el nervio. Los amentos masculinos son laterales, sentados o casi sentados, cilíndricos, de 1 a 3 cm, de largos, pelosos, con brácteas verde-amarillentas, manchadas de pardo o rojo en el ápice,con un solo nectario y dos estambres soldados en la mitad o tercio inferior por sus filamentos. Los amentos femeninos se difirencian por su pistilo lampiño y su corto pecíolo. Son precoces y desprenden semillas empenachadas. Florece desde finales del invierno y en primavera.

## Hábitat
Orillas de ríos, arroyos y torrentes de montaña, así como en gravas y terrenos de aluvión de los cursos de agua, en las hondonadas y fondos de valle frescos, preferentemente en terrenos calizos. Asciende desde los 200 hasta unos 1500 (2000) m de altitud.

## Distribución
En el centro y sur de Europa, Asia menor y norte de África. En la península ibérica es muy frecuente, especialmente en las mitades oriental y septentrional; escasea hacia occidente y en el sur, donde no obstante alcanza las provincias de Granada y Málaga (Sierra Nevada, Serranía de Ronda). Falta en Portugal.

## Taxonomía
Populus eleagnos fue descrita por Giovanni Antonio Scopoli y publicado en Flora Carniolica, Editio Secunda 2: 257, en el año 1772.
Etimología
Salix: nombre genérico latino para el sauce, sus ramas y madera.
eleagnos: epíteto
Sinonimia
- Salix incana Schrank[5]

## Nombres comunes
- Castellano: berguera, mimbre, mimbrera, salciña, salga, salguera, sarga, sarga común, sarga de fabara, sargatilla, sargatillo.
- Aragonés: berduco, berdugué, berguera, ixalenca, salguera, salieto, sarga, sarguera.[6]